# Universidade King's College
A Universidade King's College, fundada em 1788, fica em Halifax, na província canadense da Nova Escócia. É a mais antiga universidade do Canadá e a primeira universidade de língua inglesa da Commonwealth fora do Reino Unido. A universidade é conhecida por seu Programa de Ano de Fundação, um exame abrangente e interdisciplinar da cultura ocidental através de grandes livros, projetado para alunos de graduação do primeiro ano. Também foi aclamada por meio de seus programas interdisciplinares em anos passados - particularmente o programa de Estudos Contemporâneos, o programa Early Modern Studies e o programa History of Science and Technology. Além disso, a universidade possui uma escola de jornalismo que atrai estudantes em todo o mundo para seus programas intensivos de mestrado em jornalismo e seu mestrado de belas artes em não-ficção criativa, o primeiro desse tipo no Canadá. Seus programas de jornalismo de graduação são conhecidos por liderar conteúdo em formatos digitais.
A universidade está localizada no canto noroeste do campus da Universidade de Dalhousie.